# 憲法草案要綱
憲法草案要綱（けんぽうそうあんようこう）は、1945年（昭和20年）12月26日に憲法研究会が首相官邸に提出し、12月28日に新聞で報道された、第二次世界大戦後の日本の憲法草案。

## 概要
戦前からマルクス主義者の立場から自由民権運動を中心に憲法史研究を続けていた鈴木安蔵が起草し、それに対して憲法研究会で出された意見などにより修正を重ねて3案まで作られたもので、全58条からなる。小西豊治によれば、憲法研究会の中心人物は鈴木であり、第三次案を執筆したのも鈴木である。
植木枝盛の私擬憲法などの自由民権運動やワイマール憲法、スターリン憲法、大正デモクラシーでの議論の影響を受けている。また小西は、憲法草案要綱が現在の日本国憲法の原型となったGHQ草案のモデルであるとし、押し付け憲法では無いと主張しているが、要綱には戦力の保持や交戦権の放棄などの重要な点についての記述がない。

## 内容
「要綱」は、
- 「日本国の統治権は、日本国民より発する」
- 「天皇は、国民の委任により専ら国家的儀礼を司る」
- 「国民の言論・学術・芸術・宗教の自由を妨げる如何なる法令をも発布することはできない」
- 「国民は、健康にして文化的水準の生活を営む権利を有する」
- 「男女は、公的並びに私的に完全に平等の権利を享有する」

など現行日本国憲法と少なからぬ点で共通する部分を有している。一方、軍に関する規定を設けておらず平和思想の確立と国際協調の義務を定めるものの、押し付け憲法論議で焦点となる戦力や交戦権の放棄についての記述はない。
このほか、詳細については以下の通りである。
- 天皇については、「国家的儀礼ヲ司ル」として天皇制を存続させる一方で、主権について「統治権ハ国民ヨリ発ス」として、主権在民の原則をとった。
- 基本的人権については、人権について法律の留保などの条件をつけずに、表現の自由・法の下の平等が認められているほか、労働権・生存権・休息権・老齢福祉人格権など社会保障に手厚い人権保障が認められている。
- 議会については、二院制を採用しており（GHQ草案は一院制）、全国1区による大選挙区制による一院と職能代表による二院とで構成するかたちをとっている。また内閣については、議会に対して責任を負う議院内閣制を採用している。
- 司法については、大審院院長・行政裁判所長官・検事総長を公選とし、冤罪に対する刑事補償規定がある。
- 憲法公布後10年以内に国民投票による新憲法の制定をおこなうことが規定されており、憲法の位置づけを暫定的なものとしている。

## 「要綱」作成の資料
作成の中心となった鈴木安蔵は、発表後の12月29日、毎日新聞記者の質問に対し、起草の際の参考資料に関して次のように述べている。

## GHQ草案への影響

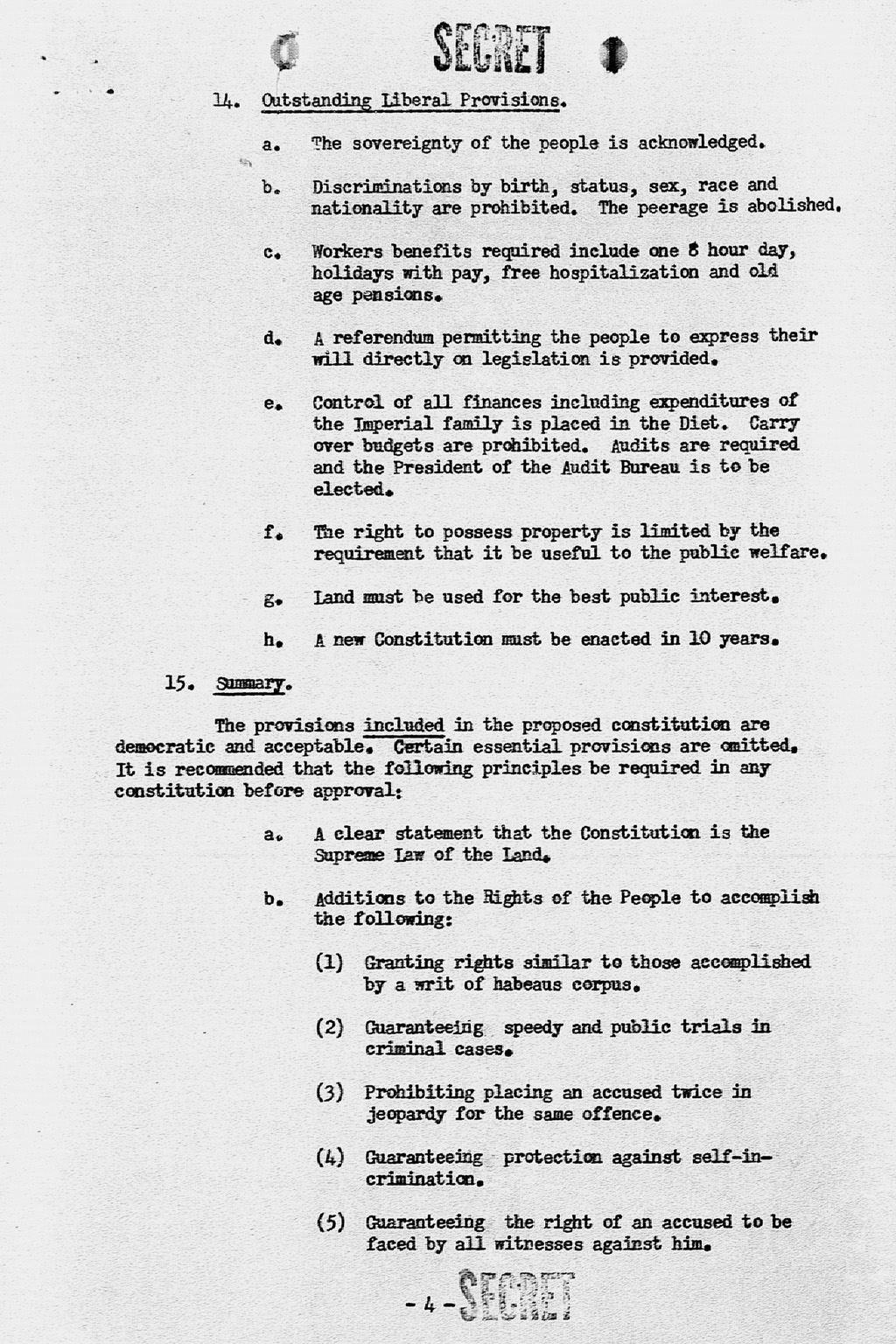
ラウエルからアメリカ合衆国国務長官にあてた、新憲法に関する1946年1月11日付の文書。国立国会図書館蔵。

要綱の冒頭の根本原則では、「統治権ハ国民ヨリ発ス」として天皇の統治権を否定、国民主権の原則を採用する一方、天皇は「国家的儀礼ヲ司ル」として天皇制の存続を認めた。また人権規定においては、留保が付されることはなく、具体的な社会権、生存権が規定されており、この案が新聞に発表された5日後の12月31日には連合国軍最高司令官総司令部（GHQ）参謀2部（G2）所属の翻訳通訳部の手で英訳され、詳細な検討を実施したGHQのラウエル法規課長は、翌年1月11日付で、「この憲法草案に盛られている諸条項は、民主主義的で、賛成できるものである」と評価している（1959年にこの文書がみつかった）。ラウエルは同案を参照し、「幕僚長に対する覚書（案件）私的グループによる憲法草案に対する所見」を提出、これにコートニー・ホイットニー民政局長が署名し、いわゆる「ラウエル文書」が作成された。
古関彰一によれば、20世紀の間、この要綱が評価されなかったのは、GHQは日本政府組織を使って日本を間接統治していたため、組織外の憲法研究会を認めるわけにいかなかったという事情が長く影響したため、とされ、それが21世紀初頭ころからは反動から過剰な礼賛になっている、とされる。また、鈴木安蔵が日本国憲法の政府草案に対して、武力の不保持による平和の決意を絶賛しつつも非現実的とする論評をしたことも、古関は指摘している。

## 国民主権の宣言の歴史と「要綱」の作成経緯
小西によれば、国民主権の規定は、アメリカが見逃していた、日本国憲法の核心部分である。
- 1776年6月12日、バージニア権利章典が採択され、その中に「すべて権力は人民に存し、したがって人民に由来するものである」と記される[6]。
- 1789年8月26日、フランスの人間と市民の権利の宣言が採択され、その中に「あらゆる主権の原理は、本質的に国民に存する」と記される[6]。
- 1793年6月24日、フランスでジャコバン憲法が採択される。
- 18世紀から19世紀にかけて、アメリカの各州の憲法に権利章典等として、権力は人民（people）に存在することが記される。
- 1868年までに、アメリカ合衆国憲法の権利章典が、各州に批准される[注 2]。（主権に関する記述はない。）
- 1876年3月、「草莽（そうもう）雑誌」第一号にジャコバン憲法の人権宣言が紹介される[7]。
- 1881年、植木枝盛は、草莽雑誌に記載されたジャコバン憲法の国民主権規定を基に、東洋大日本国国憲按（小西の著書では「日本国国憲案」とされている）に、国民主権規定を設ける[8]。
- 1889年、大日本帝国憲法が公布される。
- 1940年頃（遅くとも1941年2月より前）、鈴木安蔵による明治史研究会にエドガートン・ハーバート・ノーマンが参加する[9]。
- 1944年から1945年、マイロ・ラウエルはダグラス・マッカーサーの側近としてフィリピンに駐在し、マッカーサーから「天皇制の存置が必要」、「日本側から自主的な憲法改正案を提出させ、尊重する」と聞かされる[10]。
- 1945年9月22日、GHQ/SCAPの対敵諜報部調査分析課長となっていたノーマンが鈴木宅を訪れ、国体護持の継続は適切ではないとの見解を示す[11]。
- 1945年10月2日、鈴木は「憲法改正の原稿を書く」と日記に書いた日としている[12]。
- 1945年10月8日、国務・陸・海軍三省調整委員会（SWNCC）の下部組織の極東小委員会による、日本降伏後の統治体制の改革方針の研究結果をまとめた、「日本の統治体制の改革」という文書が作成される。この文書が後に「SWNCC-228」として採択される。
- 1945年10月8日、マッカーサーの政治顧問であるジョージ・アチソンが近衛文麿に12項目の憲法改正の指針を与える。この指針には「権利章典」を設けることが含まれる[13]。
  - 小西によれば、この指針には、主権の所在については、まったく述べられていない[14]。
- 1945年10月9日、幣原喜重郎が第44代内閣総理大臣に就任（1946年5月22日まで）。
- 1945年10月11日、マッカーサーが、GHQを訪れた幣原首相に対して、「明治憲法を自由主義化する必要がある旨」を示唆。
- 1945年11月1日、GHQが「近衛に憲法改正を委ねてはいない」と声明を出し、憲法研究会の岩淵辰雄は落胆するとともに、民間から輿論を挙げることを考える[15]。
- 1945年11月5日、ノーマンはアチソンに覚え書きを送り、それがマッカーサーが近衛を見捨てるきっかけとなった[16]。
  - GHQでのノーマンの任務は、「軍国主義に導いた権力と勢力の根絶」を目指すことであった[17]。
- 1945年11月5日、憲法研究会の初会合が開かれる[18]。
- 1945年11月21日、憲法研究会第三回会合が開かれる。第一次案として国民主権と立憲君主国の規定を含む案が鈴木から示される[19]。
  - 会合において、室伏は「...天皇は...儀礼的代表としてのみ残る。...」と発言し、森戸は「天皇は...君臨すれども統治せずの原則により...国家の元首として国家を代表し...」と発言する[20]。
- 1945年11月29日、鈴木が第二次案をまとめる。天皇が元首と宣言されている[20]。
- 1945年9月から12月の時期、ノーマンは鈴木の訪問を受ける。鈴木は、コンスティチューショナル・モナーキーの案を示して「これで行く他はないと思う」と言う。ノーマンは「それで日本の民主化が出来るだろうか」と懐疑を示す[21]。
- 1945年12月、岩淵はGHQの憲法顧問コールグローブに会い、コールグローブから「天皇をどうするか」と質問を受ける。岩淵はこれについて、GHQも案がなかったのだと述べている[22]。
- 1945年12月6日、ラウエルが「日本の憲法についての準備的研究と提案のレポート」作成。
- 1945年12月6日、近衛文麿に対する逮捕令が出される[23]。
- 1945年12月11日、鈴木が第三次案を作成する。元首の規定は含まれず、天皇は国家的儀礼を司る、とされる[24]。
- 1945年12月16日、近衛文麿が自決する[23]。
- 1945年12月26日、憲法草案要綱が首相秘書官に渡され、GHQにも渡された[25]。
  - 鈴木は、草案は英訳されなかったと述べている[26]。
  - 小西によれば、GHQ には杉森が英訳し、翌日1945年12月27日にGHQに届けたと推測される[27]。ただし、小西によれば、杉森の英訳はGHQに無視された、とされる[28]。
  - 小西によれば、首相官邸へ提出されると直ちにアチソンに情報が伝わり、アチソンが政治顧問事務所に英訳させた、とされる[29]。
- 1946年1月1日、人間宣言。
- 1946年1月2日、アチソンが米国国務長官に、この草案が注目すべき内容であるとの書簡を書く。書簡には、12月27日に幣原首相に提出された憲法の翻訳を同封する、と記される[30]。（古関彰一によれば、米国国務長官宛の書簡はアチソンの特別補佐であったロバート・アップルトン・フィアリーによるものとされる[31]）
- 1946年1月7日、アメリカ政府における日本の憲法改正に関する公式な指針「SWNCC-228（国務・陸軍・海軍三省調整委員会文書二二八号）」採択。
- 1946年1月11日、「SWNCC-228」がマッカーサーに送付される。
- 1946年1月11日、ラウエルはGHQに「私的グループによる憲法改正草案に対する所見」を提出する。その中で、「国民の権利及び義務」の部分を高く評価し、それが権利章典をなすものである、との見解を示す[32]。一方で修正する点として、憲法改正には国民投票が必要である等を挙げる[33]。
- 1946年1月24日、マッカーサーと幣原首相が会談。幣原が「戦争と武力の保持を禁止する条文」を新憲法起草の際に入れるようマッカーサーに提案、マッカーサーが賛同したとも言われているが、吉田茂や松本烝治の証言や[34]、マッカーサーの言動から見ると情勢の変化によりマッカーサー側から提案したとすることは不都合になり幣原発にすり替えたとも言われており、正確性にはかける。[35]
- 1946年2月1日、毎日新聞が、松本委員会による、明治憲法を微修正しただけの保守的な内容の憲法改正草案をスクープ。
- 1946年2月3日、マッカーサーが、GHQ民政局（GS）に対して独自の憲法草案（マッカーサー草案）作成に着手するよう命じる。
- 1946年2月3日、マッカーサー3原則（「マッカーサー・ノート」）には、「天皇は国家の元首の地位にある」"Emperor is at the head of the state." と書かれる。
- 1946年2月6日、GHQ民政局の会合で、ケーディス大佐は「アメリカの政治のイデオロギーと、日本の憲法思想中の最良ないし最もリベラルなものとの間には、ギャップは存在しない」と述べる[36]。
- 1946年2月8日、日本政府がGHQに、松本私案に基づく「憲法改正要綱」を提出。
- 1946年2月12日、マッカーサー草案が（2月3日から）9日間で作成される。
- 1946年2月13日、GHQが松本私案に基づく「憲法改正要綱」を拒否、マッカーサー草案が日本政府（松本委員会）に提示される。
- 1946年3月6日、日本政府がGHQとの協議に基づいた改正要綱を発表。
- 1946年 春から夏、GHQと日本政府の駆け引きにおいて、GHQは、天皇が儀礼的形式的機能をもつような表現とするように要求する。
  - 小西によれば、GHQの要求はこの草案に基づく[37]。
- 1946年6月20日、第90回帝国議会に改正案を提出。
- 1946年11月3日、日本国憲法を公布。
- 1947年5月3日、日本国憲法を施行。
- 1947年8月16日、アチソンの搭乗機が燃料切れにより墜落し、アチソンは死亡と推定される。
- 1957年4月4日、ノーマンはアメリカから「共産主義者」との疑いをかけられ、赴任先のカイロで飛び降り自殺する。
- 1961年4月、ラウエルは憲法調査会高柳会長の質問に対して、私的グループの草案を入手した経緯について正確なことは知らず、アチソンの方の総司令部外交局から民政局に回付されてきたと思っている、と答える[38]。

小西によれば、日本国憲法は、明治以来の日本の伝統的なデモクラシー思想が結実したものであり、核心部分である国民主権と象徴天皇は日本人が生み出したものである。
小西はその根拠として、アメリカ合衆国憲法にはバージニア権利章典にある国民主権の記述が引き継がれず、国民主権の宣言が存在しない。このためアメリカの関係者は国民主権の宣言の重要性を思いつかなかった、としている。
バージニア権利章典が後のバージニア憲法に組み入れられ、今日でも法的に有効であるということは、小西によれば、否定される
。
同様に、18世紀後半以降、アメリカの各州の憲法に（一部の州では権利章典として）政府の権力が人民に由来する旨の記載がされており、それらが今日でも有効であることは、小西によれば、否定されるか、アメリカの関係者には意味のないこととされる
。